# Leica MP
Ne doit pas être confondu avec Leica MP (2003).
Le Leica MP est un appareil photographique télémétrique fabriqué par Leica de la série des Leica M entre 1956 et 1957.

## Description
Le MP est un appareil produit pour quelques rares photojournalistes (449 MP furent produits au total). Il garde l'allure générale du Leica M3 excepté le compte-vues qui devient externe, à remise à zéro manuelle, comme sur le futur M2. Le viseur est celui du M3, à grossissement 0,91 à l'exception de quelques exemplaires à viseur 0,72. Le boîtier est équipé en standard du Leicavit MP, une semelle équipée d'une gâchette d'armement rapide.
Cet appareil rare ne doit pas être confondu avec le Leica MP de 2003.